# Alianza Valledupar FC (femenino)
El Alianza Valledupar Fútbol Club Femenino es un club de fútbol colombiano de la ciudad de Valledupar en el departamento del Cesar, es la sección de fútbol femenino del Alianza Fútbol Club de Valledupar. El club se fundó en 2024 y participa por primera vez en la Liga Profesional Femenina del fútbol profesional colombiano.
El club no juega en  Valledupar  como el equipo masculino, sino en el Estadio Municipal de Agustín Codazzi, debido a un contrato establecido en dicha localidad. Esta decisión responde a una estrategia de descentralización del fútbol en el departamento del Cesar, con el objetivo de llevar el espectáculo deportivo a diferentes municipios y fomentar el crecimiento del balompié en comunidades fuera de la capital departamental. Agustín Codazzi, un municipio con una rica tradición futbolística y una afición apasionada, ha sido cuna de grandes futbolistas como Javier Araujo y Farid Díaz, quienes lograron destacarse a nivel profesional en el fútbol colombiano e internacional. Se ha convertido en la sede ideal para que el equipo desarrolle su proyecto deportivo y social, permitiendo que más personas tengan acceso a encuentros de alto nivel sin necesidad de desplazarse hasta Valledupar.
Cabe recordar que, en 2023, Alianza FC debutó en la Liga Femenina mediante un convenio con el municipio de Yumbo, Valle del Cauca, lo que llevó al equipo a disputar sus encuentros lejos de Valledupar, sede de su escuadra masculina. Sin embargo, en su objetivo de fortalecer el fútbol en el Cesar y acercarse a su afición, el club tomó la decisión de trasladar su sede a Agustín Codazzi, buscando consolidar un proyecto con mayor arraigo en la región.
La elección del Estadio Municipal de Agustín Codazzi no solo obedece a razones contractuales, sino también a una visión de largo plazo para fortalecer el fútbol en la región. La presencia del club en esta localidad ha permitido dinamizar la economía local, aumentar el turismo deportivo y generar un impacto positivo en la comunidad. Con cada partido disputado en este estadio, se genera un ambiente vibrante que involucra a comerciantes, vendedores ambulantes, transportistas y cientos de aficionados que encuentran en el fútbol una forma de entretenimiento y un motivo de unión.
Además, la llegada del equipo ha impulsado mejoras en la infraestructura deportiva del municipio. Las autoridades locales han trabajado en conjunto con la dirigencia del club para acondicionar el estadio, mejorar las condiciones del campo de juego y garantizar un entorno óptimo para el desarrollo de los encuentros. Estas inversiones no solo benefician al equipo profesional, sino también a las categorías inferiores y a las escuelas de formación que encuentran en estas instalaciones un espacio adecuado para el entrenamiento y el desarrollo de jóvenes talentos.
El club surgió como sucesor del desaparecido Alianza Petrolera., con la intención de mantener viva la tradición futbolística y brindar nuevas oportunidades a jóvenes talentos de la región. Desde su fundación, la institución ha apostado por un modelo de gestión basado en la formación integral de sus jugadoras, combinando la disciplina táctica con el desarrollo personal y académico. Su filosofía se centra en la creación de un equipo competitivo que no solo destaque en el ámbito deportivo, sino que también sirva como plataforma para el crecimiento de sus futbolistas dentro y fuera de la cancha.
La apuesta del club por Agustín Codazzi ha sido clave para su identidad y desarrollo. Lejos de ser solo un cambio de sede, esta decisión ha representado una oportunidad para fortalecer el fútbol en la región y demostrar que, con el apoyo adecuado, municipios fuera de las grandes capitales pueden convertirse en centros importantes para el deporte. En el futuro, el equipo espera seguir consolidándose, atraer nuevas inversiones y continuar su misión de promover el fútbol femenino en el país.
El compromiso del club con Agustín Codazzi va más allá de los resultados en la cancha. La presencia del equipo ha generado un sentimiento de pertenencia en la comunidad, con familias enteras asistiendo a los encuentros y niños soñando con vestir la camiseta de su equipo local. Este vínculo entre la afición y el club es una de las mayores fortalezas de la institución, que busca retribuir ese apoyo con esfuerzo, dedicación y pasión en cada partido disputado.
Con el tiempo, el club espera seguir creciendo, atrayendo nuevos talentos y consolidándose como un equipo protagonista en el fútbol colombiano. 

## Uniforme
|  | 2024 Local | 2024 visita | 2024 tercero |  | 2025 Local | 2025 visita | 2025 tercero |